# Navarra Confidencial
Navarra Confidencial (NC) es un diario digital fundado el 3 de diciembre del año 2005 en Pamplona, España, como Navarra Confidencial, confidencial navarro, hispanidad desde Navarra, Confidencial digital para Navarra y resto del orbe hispánico. 

## Descripción
Su género informativo es analítico; publica noticias-análisis sobre los aspectos más destacados de la actualidad navarra, España e internacional. 
La labor divulgativa e informativa de este diario -que trata de ser un altavoz de la sociedad civil navarra-(y española) se orienta en base a los siguientes principios:
- Reivindicación de la tradición hispana y la Cristiandad.
- Compromiso con la dignidad humana e instituciones naturales como la familia, en base al principio de subsidiariedad.
- Apuesta por la economía de libre mercado y la máxima «menos Estado, más sociedad».
- Defensa de Navarra como comunidad foral española frente frente a los anhelos anexionistas de otras comunidades.

En el año 2016 se editó una colección de artículos en el libro Hay un progre en mi sopa, presentado públicamente en Madrid.
En junio de 2020, surgieron nuevos proyectos que contribuyen al análisis y divulgación audiovisual de los principios en los que se orienta, para su misión, este digital. El primero de ellos fue NC.tv, un canal de YouTube por medio del cual se organizan varios webinars en directo y entrevistas. Eso sí, en realidad se trata de un relanzamiento ya que, entre 2011 y 2014, se albergó, en este mismo, el espacio didáctico-analítico El Rincón de Verónica, que llegó a ser parodiado por medios "progres" como La Sexta.
Por otro lado, se firmó un acuerdo de colaboración con el proyecto tradicionalista hispano (de divulgación cultural) El Podcast de Liniers, coordinado también por Fundación LIBRE Archivado el 3 de agosto de 2020 en Wayback Machine. y Centro de Estudios Cruz del Sur, ambas entidades argentinas.

## Equipo
En la temporada 2020-2021, en la que hubo una refundación, la plantilla responsable del diario está compuesta  por las siguientes personas:
- Alfredo Urquijo - Director
- Joaquín Pérez - Redactor Jefe
- Ángel Manuel García Carmona - Asuntos Internacionales
- Ugo Stornaiolo Silva - Corresponsal-delegado en Hispanoamérica

Aunque han sido muchos los colaboradores en los primeros quince años de vida del digital, cabe recordar a Pablo Etxalar, que fue redactor en sus inicios, a Daniel Celayeta en su etapa pretérita como director y a Verónica como videobloguera de éxito, además de la colaboración y apoyo desde sus inicios de Mikel Goñi y más tarde de El Vecino de Uxúe.